# L'Année du dragon
Pour les articles homonymes, voir Year of the Dragon et L'Année du dragon (Mélusine).
Pour plus de détails, voir Fiche technique et Distribution.
L'Année du dragon (Year of the Dragon) est un film policier américain réalisé par Michael Cimino, sorti en 1985. C'est l'adaptation du roman Year of the Dragon de Robert Daley, avec un scénario écrit conjointement par Cimino et Oliver Stone.
Mettant en vedette les acteurs Mickey Rourke, John Lone et Ariane Koizumi, le film est un drame policier qui explore le milleu des gangs criminels new-yorkais, et plus particulièrement ceux issus de la mafia de Chinatown (liée aux triades chinoises de Hong Kong), ainsi que le trafic de drogue. Le film traite également les sujets de l'appartenance ethnique, du racisme et des stéréotypes.
Premier film de Michael Cimino après l'échec retentissant de son long métrage La Porte du paradis (1980), L'Année du dragon rencontre un accueil critique mitigé et un maigre bilan au box-office. Cependant, le film acquiert dans les années qui suivent sa sortie un statut de film-culte, notamment grâce à la performance de ses deux acteurs principaux.

## Synopsis
Le capitaine Stanley White, un policier américain vétéran de la guerre du Viêt Nam et fils d'immigrés polonais, est un officier de la police de New York.
Muté dans le quartier de Chinatown, White est chargé par ses supérieurs de s’occuper des bandes criminelles qui gangrènent le quartier. Celles-ci se livrent en effet à des règlements de comptes sauvages en pleine rue, conséquence du trafic de stupéfiants et du racket des commerçants du quartier. Mais Stanley voit plus loin et décide de partir en guerre contre les chefs de la mafia locale, qui sont des ramifications américaines des triades chinoises de Hong Kong.
Policier le plus décoré de New York, Stanley White est un véritable teigneux. Colérique, têtu, arrogant et en conflit avec sa hiérarchie, ce revanchard (en tant que vétéran du Viêt Nam) s’attaque de front à cet empire asiatique opaque en grande partie souterrain, déployé sur Manhattan, dans une guerre qu'il compte mener jusqu'au bout et seul si nécessaire. Il entre alors en conflit avec Joey Tai, un jeune et ambitieux homme d'affaires de Chinatown qui s'est hissé parmi les autres trafiquants de manière impitoyable, parvenant à la tête de son organisation criminelle familiale.
Conséquence de son ambition, Tai devient une figure emblématique de Chinatown, tant pour lui-même que pour l'activité des triades et donc une cible de choix pour Stanley. Ensemble, les deux hommes mettront fin à la trêve informelle qui existait entre la mafia chinoise de New York et la police de Chinatown, bien que cette décision les conduise à une guerre personnelle de l'un contre l'autre.
Stanley, qui est un homme marié, tombe amoureux de Tracy Tzu, une journaliste d'investigation d'origine chinoise qui travaille pour une télévision locale et qui fait des reportages critiques sur la mafia du quartier, notamment sur Joey Tai. À cause de cela, elle est victime d'une attaque brutale de la part de criminels liés à Tai. Par ailleurs, Connie, l'épouse de Stanley, est assassinée sous les yeux de son mari par des criminels eux-aussi à la solde de Tai.
Ces évènements feront de Stanley White un homme plus déterminé que jamais à attaquer et contrer le milieu du crime de Chinatown, et spécialement Joey Tai.

## Fiche technique
Sauf indication contraire, les informations mentionnées dans cette section peuvent être confirmées par la base de données cinématographiques IMDb,  présente dans la section « Liens externes ».
- Titre : L'Année du dragon
- Titre original : Year of the Dragon
- Réalisation : Michael Cimino
- Scénario : Oliver Stone et Michael Cimino (d'après le roman Year of the Dragon de Robert Daley)
- Direction artistique : Victoria Paul
- Musique : David Mansfield et Gustav Mahler
- Photographie : Alex Thomson
- Montage : Françoise Bonnot et Noëlle Boisson (non créditée)
- Décors : Wolf Kroeger
- Costumes : Marietta Ciriello
- Producteur : Dino De Laurentiis
- Société de production : Dino De Laurentiis Company et Metro-Goldwyn-Mayer
- Distribution : United Artists (Etats-Unis), AMLF (France)
- Langues originales : mandarin, anglais, cantonais, vietnamien, polonais
- Format : Couleur (Technicolor)
- Pays d'origine :  États-Unis
- Budget : environ 22 000 000 USD[1]
- Format : couleur - 2.35:1 / son Dolby Surround
- Genre : Néo-noir[2], Drame & Policier
- Durée : 134 minutes
- Dates de sortie : 
  -  États-Unis : 16 août 1985
  -  France : 13 novembre 1985 et le 22 juin 2005 (Reprise)

## Distribution
- Mickey Rourke (VF : Jean-Claude Dauphin) : le capitaine Stanley White
- John Lone (VF : Bernard Tiphaine) : Joey Tai
- Ariane Koizumi (créditée comme « Ariane ») : la journaliste Tracy Tzu
- Leonard Termo (VF : Henri Poirier) : Angelo Rizzo
- Victor Wong : Harry Yung
- Dennis Dun (VF : Jim Adhi Limas) : le policier infiltré Herbert Kwong
- Raymond J. Barry (VF : Pierre Vernier) : Louis Bukowski
- Hon-Lam Pau : Fred Hung
- Gerald L.Orange (VF : Pascal Renwick) : Bear Siku
- Daniel Davin  (VF : Yves Barsacq)  : Francis Kearney
- Caroline Kava : Connie White, l'épouse de Stanley
- Mark Hammer : le commissaire Brendon S. Sullivan
- Eddie Jones : William McKenna
- Joey Chin : Ronnie Chang
- Fan Mei-sheng : le trafiquant White Powder Ma
- Yukio Yamamoto[3] : le chef de guerre Ban Sung

## Production

### Genèse et développement
Le réalisateur-scénariste Michael Cimino est approché à plusieurs reprises pour adapter le roman de Robert Daley, mais décline l'offre à chaque fois. Après avoir finalement accepté la proposition, il se sent incapable de concrétiser le projet dans le temps imparti. Il contacte alors le scénariste Oliver Stone, qu'il rencontre grâce à son amie la productrice Joann Carelli, afin que celui-ci l'aide à écrire le script du film. Les deux hommes avaient auparavant failli travailler ensemble lorsque Stone voulait que Cimino mette en scène son scénario de Midnight Express, finalement réalisé par Alan Parker. Cimino avait beaucoup aimé le script de Midnight Express, mais était alors engagé sur un projet très personnel, Voyage au bout de l'enfer.
Oliver Stone décrit sa collaboration avec Cimino en ces termes : « Avec Michael, ce sont des journées de 24 heures. Il ne dort pas réellement... il a vraiment une personnalité obsessionnelle. Il est le plus napoléonien des réalisateurs avec lesquels j'aie travaillé ». Cimino, quant à lui, est très impressionné par un autre scénario écrit par Stone, celui de Platoon.
Alors que Stone travaille pour Cimino en contrepartie d'un salaire assez faible, le réalisateur lui propose l'aide de Dino De Laurentiis pour financer son projet Platoon. Stone accepte le marché mais finalement De Laurentiis lui fera faux bond, et Stone se verra forcé de trouver le financement de son film ailleurs.
À la fin de L'Année du dragon, la dernière réplique de Stanley White est : « Tu sais, t'avais raison et j'avais tort, désolé. J'aimerais bien être un type sympa ; j'aimerais, mais je sais pas comment m'y prendre » (« You were right and I was wrong. I'd like to be a nice guy. But I just don't know how to be nice. »). Selon Cimino, la dernière réplique de White aurait dû être : « Bien, je suppose que si vous faites la guerre trop longtemps, vous finissez par vous marier avec l'ennemi » (« Well, I guess if you fight a war long enough, you end up marrying the enemy. »). Alors que le réalisateur avait contractuellement le final cut de son film, le studio mit un veto à cette réplique écrite par Stone. Dans le commentaire du DVD du film, Cimino pense que le studio ou les producteurs trouvaient cette réplique trop politiquement incorrecte.

### Attribution des rôles
Selon Mickey Rourke (qui obtiendra finalement le rôle), le personnage de Stanley White est initialement écrit pour Clint Eastwood et Paul Newman, qui tous deux le refusent. Michael Cimino et Oliver Stone avaient également pensé à Nick Nolte et Jeff Bridges.
L'actrice Joan Chen est initialement envisagée pour le rôle de Tracy Tzu. Mais finalement, Cimino lui préfère Ariane Koizumi, du fait de son côté « plus américain ».

### Tournage
Le tournage a lieu à New York (notamment dans l’arrondissement de Brooklyn), au North Carolina Film Studios de Wilmington (Caroline du Nord), ainsi qu'au Canada (Victoria, Toronto) et en Thaïlande (notamment à Bangkok).
Selon Randy Cheveldaven, le chef de production du film, Michael Cimino achève le tournage en respectant le budget prévu, bien loin des extravagances et des dépassements budgétaires de son précédent film, La Porte du paradis. Le producteur Dino De Laurentiis lui avait en effet promis que la luxueuse Mercedes-Benz conduite par le personnage de Joey Tai lui reviendrait s'il respectait le budget ; dans le cas contraire, Cimino aurait eu 50 000 $ amputés de son salaire. Le tournage nécessita quatre jours supplémentaires sur le calendrier prévu, mais économisa 130 000 $ du budget.

## Accueil

### Critique
Lors de sa sortie en salles en 1985, L'Année du dragon reçoit un accueil critique globalement mitigé. Le film divise en effet la critique et est taxé de racisme ; pour certains critiques, les personnages de Chinois du film y seraient présentés comme des stéréotypes s’exploitant entre eux et étant brutaux, fourbes, cupides et, pour les truands, ne pensant qu’à tuer.
Pour le critique Vincent Canby du New York Times, le film « est à des années-lumière d'être un classique, alors qu'il ne fait pas semblant d'être autre chose que ce qu'il est — un film de gangster minutieusement élaboré qui à aucun moment n'est ennuyeux, composé d'excès de comportement [et] de langage [ainsi que] d'effets visuels qui finissent par exercer leur propre effet hypnotique ». En revanche, Janet Maslin, qui écrit également pour le New York Times, déplore un manque de « sentiment, de raison et de continuité narrative », domaines dans lesquels les acteurs s'en tirent « particulièrement mal », notamment Ariane Koizumi dont le rôle dans le film se révèle selon elle « inefficace ».
Rex Reed (en) du New York Post donne au film l'une de ses critiques les plus extatiques : « Excitant, explosif, audacieux et aventureux ». Pour le critique Roger Ebert du Chicago Sun-Times dans sa revue du film suivant de Cimino, Le Sicilien, Ebert décrit L'Année du dragon comme un film qui possède une « intrigue forte qui avance avec puissance et efficacité ». Le critique Leonard Maltin donne au film un note de deux étoiles et demie sur quatre, le qualifiant de « mélodrame saisissant, très chargé ... mais qui se noie presque dans une mer d'excès et de suffisance ». Enfin, pour la critique Pauline Kael du New Yorker, qui rejeta le film, celle-ci le qualifia — dans son style inimitable et caractéristique — comme étant « hystérique, [de la] pulpe entraînante pour la canaille, le genre qui va bien avec les publics illettrés ».
Sur le site agrégateur de critiques Rotten Tomatoes, le film obtient un score de 56 % d'avis favorables, sur la base de 18 critiques collectées et une note moyenne de 6,10/10. Sur Metacritic, il obtient une note moyenne pondérée de 58 sur 100, sur la base de 14 critiques collectées ; le consensus du site indique : « Avis mitigés ou moyens ».
Dans sa critique ultérieure, Edgar Hourrière du site aVoir-aLire.com indique quant à lui :

« Plusieurs décennies après sa sortie en salles, L’Année du dragon a conservé toutes ses couleurs flamboyantes. Grâce notamment à la réalisation de Cimino, qui place ses personnages dans des décors plus somptueux les uns que les autres. Mais, de ce combat à mort, on retient surtout l’ambiguïté qui anime Stanley White. A une époque où le "politiquement correct" n’était qu’à son balbutiement, Hollywood pouvait encore miser sur un flic foncièrement raciste, prêt aux pires exactions pour effectuer son travail. Dans L’Année du dragon, il n’est ni de bons, ni de mauvais, juste des hommes authentiques confrontés à leurs propres démons.
Dans la peau de Stanley White, Mickey Rourke révèle tout son talent, toute sa hargne [...] Son charisme est indéniable, sa présence incontournable ; L’Année du dragon ne fait que confirmer cette impression de gâchis pour un acteur rare.
[...] en regardant ce film, on ne peut s'empêcher d'y voir une allégorie de la carrière de Michael Cimino. Esseulé à la suite de l'échec de La Porte du paradis, mis au ban par ses pairs (tout comme Stanley White), il a dû lutter pour retrouver les chemins des plateaux de cinéma. L'Année du dragon prouve seulement son talent et son absence totale de compromissions. Qui s'en plaindra ? »

En 2024, à l'occasion de la rediffusion de L’Année du dragon sur Arte, le journaliste Mathieu Macheret du Monde indique : « Michael Cimino filme Chinatown comme un dédale opaque, suivant les embardées de ses personnages dans une suite de couloirs, de boyaux, d’enclaves et d’espaces sinueux ».
À propos de Stanley White, porteur dans le film du déroulé de l'intrigue dans ce Chinatown new-yorkais, Macheret explique :

« Vétéran du Vietnam, White transfère la résolution de cette sale guerre dans les rues [de New York] et frotte ses origines polonaises à une communauté chinoise qu’il juge refermée sur elle-même, répondant à d’autres lois que celles du drapeau pour lequel il s’est battu
L’obsession de pureté de Stanley White, malade d’idéalisme, bute contre l’illisibilité d’un monde hermétique qui n’est pas tant imputable à la communauté chinoise qu’à l’indifférente complexion du réel. »

Il conclut que le film est « bien plus qu’un excellent polar ou une réflexion sur le melting pot américain : un film précurseur, qui avait parfaitement tâté le pouls de son époque et senti à quoi son avenir proche allait ressembler ».

### Box-office
| Pays ou région    | Box-office        | Date d'arrêt du box-office | Nombre de semaines |
| ----------------- | ----------------- | -------------------------- | ------------------ |
| États-Unis Canada | 18 707 466 $      | -                          | -                  |
| France            | 1 929 797 entrées | -                          | -                  |

L'Année du dragon a été un flop au box-office, ne rapportant au terme de son exploitation en Amérique qu'une recette 18 millions de dollars, pour un budget de production estimé à 22 ou 24 millions. En France, il attire tout de même 1 929 797 spectateurs dans les salles.

## Distinctions
Sources : Internet Movie Database

### Récompense
- Festival international du film de Flandre-Gand 1986 : prix Joseph Plateau du meilleur film.

### Nominations
- César 1986 : nomination au César du meilleur film étranger.
- Golden Globes 1986 :
  - nomination au Golden Globe de la meilleure musique de film pour David Mansfield.
  - nomination au Golden Globe du meilleur acteur dans un second rôle pour John Lone.
- Golden Raspberry Awards 1986 :
  - nomination au Razzie Award du pire réalisateur pour Michael Cimino.
  - nomination au Razzie Award du pire film et pire scénario pour Oliver Stone et Michael Cimino.
  - nomination au Razzie Award de la pire actrice pour Ariane Koizumi.
  - nomination au Razzie Award de la pire révélation pour Ariane Koizumi.
- Premi Sant Jordi de Cinematografia 1987 : nomination au prix Sant Jordi du cinéma du meilleur film étranger.

### Hommages
- Le film figure à la 3e place du Top 10 des Cahiers du cinéma de 1985.
- Le réalisateur et scénariste Quentin Tarantino classa le film parmi ses préférés, jugeant la scène finale de la fusillade sur le pont de chemin de fer comme l'un des meilleurs « Killer Movie Moments »[5].

## Autour du film
Certains personnages du film sont directement inspirés de personnes réelles. Ainsi, le personnage du seigneur de guerre birman/thai Ban Sung (incarné par l'acteur Yukio Yamamoto) semble directement inspiré de Khun Sa et Lo Hsing Han, deux trafiquants de drogue ayant disposé de véritables armées privées.
De plus, le personnage du narcotrafiquant White Powder Ma (incarné par l'acteur Fan Mei-sheng) a lui réellement existé ; impliqué avec ses deux frères dans le trafic d'héroïne dans les années 1970-1980 et liés à la triade de la 14K, ils commencèrent leur carrière de narcotrafiquant en 1967 comme intermédiaire entre les armées du Kuomintang (réfugiées en Thaïlande) et les triades chinoises de Hong-Kong.